# Escala TT
A escala TT, é uma escala comumente usada para trens de brinquedo e ferromodelismo, sendo uma escala intermediária entre a escala HO e a escala N. 
As letras "TT" foram escolhidas para denominar a escala em referência ao termo em inglês:  tabletop, pois se pretendia que os modelos dessa escala fossem usados sobre uma mesa comum.

## Variantes
A escala TT britânica, de 3 mm, ou TT3, com razão de 1:101,6, é incentivada e patrocinada pela Tri-ang Society, criada em 1965, oito anos depois que a Tri-ang Railways lançou modelos nessa escala. A Tri-ang Railways saiu do mercado no início da década de 1970.
Medidas
- - Escala - 3 mm
  - Relação - 1:101,6

Características
- - Modelo - 12, 13,5 ou 14,2 mm
  - Protótipo - 1.435 mm bitola padrão